# Columbia Global Center
Columbia Global Centers sont des centres de recherche créés par l'université Columbia dans différents pays à travers le monde dans le cadre de son initiative visant à créer une université internationale de recherche. Le premier de ces centres a ouvert ses portes en mars 2009 à Pekin, en Chine et à Amman en Jordanie. L'université en ouvre d'autres à Paris (France) et à Mumbai (Inde) en mars 2010. Par la suite, un autre centre est ouvert à Istanbul, en Turquie, en novembre 2011. Les sites de Nairobi, Rio de Janeiro et Santiago de Chile ont été ouverts en 2012 et 2013. Un dernier campus a ouvert ses portes en 2018 à Tunis.

## Objet
Columbia a créé les centres mondiaux "pour promouvoir et faciliter les collaborations internationales, les nouveaux projets de recherche, les programmes universitaires et les études à l’étranger, renforçant ainsi l’engagement historique de Columbia en faveur de l’érudition mondiale". Les Columbia Global Centers agissent en tant que centres régionaux pour un large éventail d’activités destinées à améliorer la recherche dans leurs domaines respectifs et à Columbia. L'université a pour objectif d'établir un réseau de centres dans les capitales internationales réunissant des entreprises privées régionales, des fonctionnaires, des universitaires et des étudiants afin de résoudre ensemble des problèmes mondiaux.

## Centres

### Amman
Columbia Global Center | Amman a été créé en mars 2009 et est dirigé par le professeur Safwan M. Masri, vice-président exécutif des centres mondiaux et du développement mondial. Les projets du centre d'Amman avec l'école de santé publique Mailman de Columbia, l'école de travail social et la Fu Foundation School of Engineering and Applied Science sont axés sur le renforcement des capacités locales en Jordanie et dans la région. Les cours proposés par le Centre aux étudiants de premier cycle et des cycles supérieurs comprennent les études en langue arabe, la démocratie et l’ingénierie constitutionnelle au Moyen-Orient, la durabilité environnementale régionale et le programme expérience d'été pour les étudiants de premier cycle, ainsi que des ateliers d'architecture et de design urbain. Le Centre organise également une série de conférences publiques animées et héberge Studio-X Amman, une plate-forme régionale de recherche et de programmation en architecture, co-géré par la Graduate School of Architecture de Columbia.

### Pekin
Columbia Global Center | Pekin a été inauguré en mars 2009. Les thèmes du Centre comprennent le vieillissement et la santé publique, les arts et la culture, l'entrepreneuriat et la durabilité. Le centre organise un programme d'activités publiques mettant en avant des professeurs de Columbia et des experts locaux sur divers sujets allant de l'économie internationale au génie de l'environnement en passant par les études cinématographiques. Le Centre organise des programmes d'été pour étudiants et organise des ateliers tout au long de l'année pour impliquer des étudiants et des jeunes universitaires u premier cycle de Columbia et des cycles supérieurs à Pekin, tels que le programme de réunion des étudiants diplômés et des jeunes universitaires, organisé en partenariat avec le Weatherhead East Asian Institute de Columbia. Le Centre accueille également divers projets dans le cadre du President's Global Innovation Fund, une collaboration avec la Mailman School of Public Health de Columbia.

### Istanbul
Columbia Global Center | Istanbul a été lancé en novembre 2011. Ce centre, qui regroupe des étudiants et des universitaires de Colombia et des universités de la région, organise plusieurs programmes éducatifs, notamment des programmes d'été sur la démocratie et l'ingénierie constitutionnelle, les études transculturelles dans les Balkans, et les études byzantines et ottomanes, ainsi que le séminaire mondial sur les rencontres grecques byzantines et modernes.

### Mumbai
Columbia Global Center | Mumbai a été lancé en mars 2010. Le Centre mène des recherches interdisciplinaires, conçoit des formations pour les professionnels et des opportunités sur le terrain pour les étudiants, et diffuse la recherche à un public plus large des milieux universitaires, gouvernementaux, de la société civile et du secteur privé.

### Nairobi
Columbia Global Center | Nairobi a ouvert ses portes en janvier 2012. Le Centre a été créé en collaboration avec le Earth Institute de Columbia et a hébergé le projet Millennium Villages, qui soutient directement un demi-million de personnes par le biais d'opérations dans six pays africains. Les principaux thèmes de programme du Centre comprennent la durabilité, la santé publique, l'entrepreneuriat et les sciences de l'environnement. Le Centre héberge le Consortium de recherche sur les sciences de la nutrition en Afrique, qui réunit des universités et des instituts de recherche de toute l'Afrique de l'Est afin de mettre en place un programme de formation de doctorat en recherche fondamentale en laboratoire sur les sciences de la nutrition.

### Paris

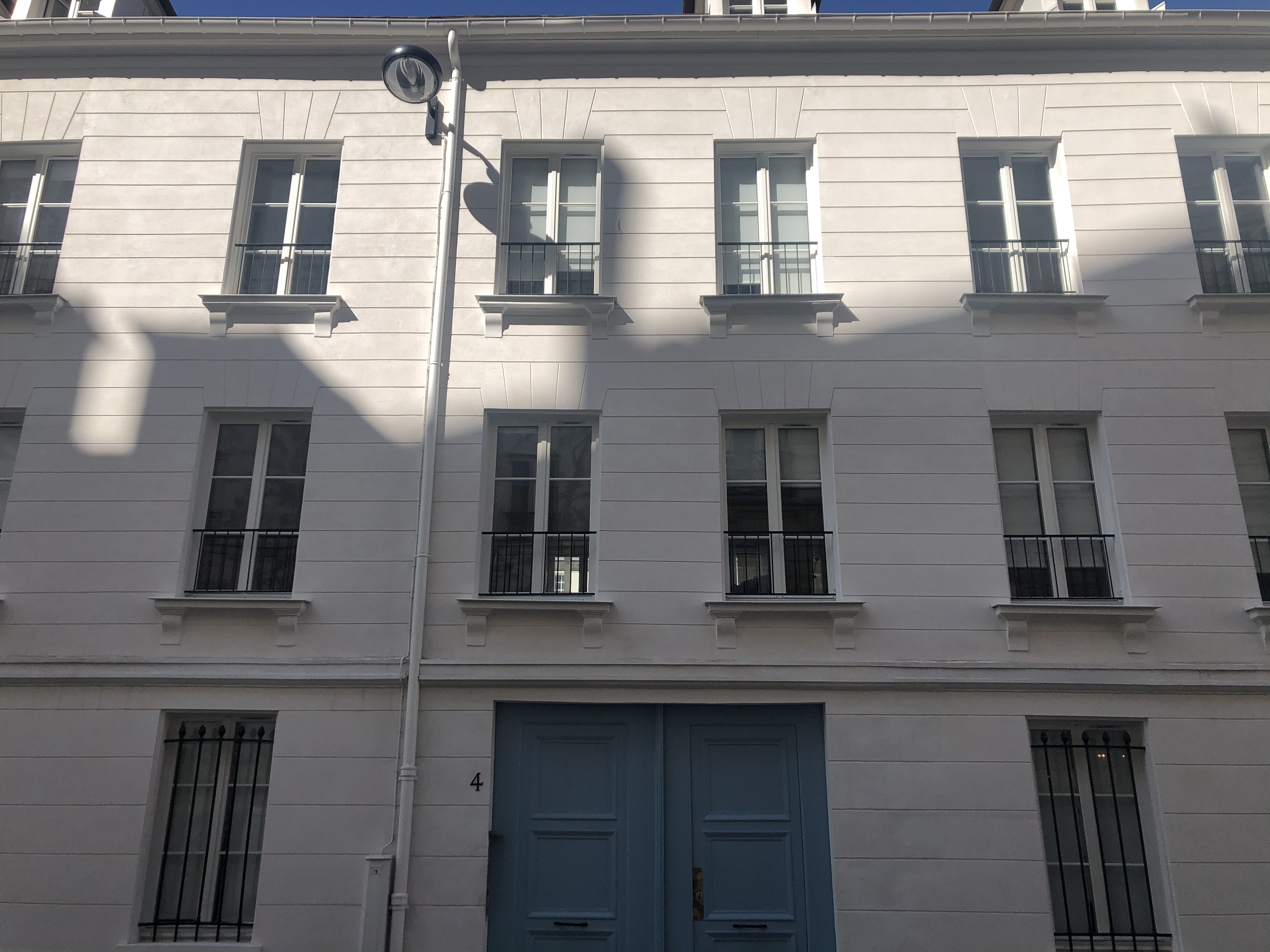
Entrée de Columbia Global Center Paris

Columbia Global Center | Paris est basé dans l'historique Reid Hall, offert à Columbia en 1964. Lancé en 2010 et dirigé par Paul LeClerc, le Centre accueille un vaste programme de premier cycle, une maîtrise ès arts en histoire et littérature et un programme conjoint d'architecture de premier cycle et des cycles supérieurs. Les partenaires académiques français du Centre de Paris comprennent l'École normale supérieure ; les universités Panthéon-Sorbonne, Sorbonne et Paris-Diderot ; et l’Institut d’études politiques (Sciences Po). Le Centre accueille également un Master en santé publique, gérée conjointement par l'École des hautes études en santé publique et la Mailman School of Public Health de Columbia, et le Master en management de la technologie, dirigé par la Columbia School of Professional Studies.

### Rio de Janeiro
Columbia Global Center | Rio de Janeiro, lancé en mars 2013.

### Santiago
Columbia Global Center | Santiago a été lancé en mars 2012 et est dirigé par Karen Poniachik.

### Tunis
Columbia Global Center | Tunis a été créé en mars 2018. Plusieurs ressortissants tunisiens ont étudié à Columbia et sont devenus hommes d'affaires, diplomates et intellectuels. Les professeurs de Columbia ont participé à plusieurs projets en Tunisie, en particulier après 2011, et la trajectoire du pays a intéressé un certain nombre d'étudiants et d'universitaires de Columbia.